# اسکای مکزیک
اسکای مکزیک (انگلیسی: Sky México) شرکتی است که خدمات تلویزیونی مشترک در مکزیک، آمریکای مرکزی و جمهوری دومینیکن را اداره می‌کند.